# X-Squad
X-Squad is een computerspel voor het platform PlayStation 2. Het spel werd uitgebracht in 2000. 